# 한암스님 가사
한암스님 가사(한암스님 袈裟)은 강원특별자치도 평창군 월정사에 있는, 한암스님의 승복이다. 2014년 12월 26일 대한민국의 국가등록문화재 제645호로 지정되었다.

## 개요
월정사에서 소장하고 있는 3점의 한암스님 가사는 불교 근대 인물사적으로 중요한 한암스님의 유물로서 희소성이 있는 한국 전통 가사이다.
이 가사는 역사, 문화, 종교, 생활사 등 다방면으로 가치가 있는 유물로서 특히 복식사, 직물사 연구에도 중요하며 시대성을 반영하고 있는 유물이라는 점에서 의미가 크다.

## 규격
1. 21조 금직 금란가사 : 109.7×205.4 cm
2. 25조 홍색 모본단가사 : 101×234 cm
3. 100조 담홍색 모시가사 : 83.5 ×321 cm

## 같이 보기
- 한암
- 월정사

## 참고 자료
- 한암스님 가사 - 국가유산청 국가유산포털